# Campyloneuroideae
Campyloneuroideae, potporodica papratnjača, dio porodice Polypodiaceae. Sastoji se od tri roda, tipični je Campyloneurum C.Presl  koji je raširen po Meksiku, Srednjoj Americi i Karibima na jug do sjeverne Argentine. Četiri vrste prisutne su i na Floridi.

## Rodovi
1. Niphidium J. Sm. (11 spp.)
2. Microgramma C. Presl (32 spp.)
3. Campyloneurum C. Presl (64 spp.)